# Hippelates pleuriticus
Hippelates pleuriticus är en tvåvingeart som först beskrevs av Christian Rudolph Wilhelm Wiedemann 1830.  Hippelates pleuriticus ingår i släktet Hippelates och familjen fritflugor. Inga underarter finns listade i Catalogue of Life.